# Nigel Reo-Coker
Nigel Shola Andre Reo-Coker (Croydon, London, 1984. május 14. –) Sierra Leone-i gyökerekkel rendelkező angol labdarúgó, korábban megfordult a Wimbledon csapatában is, igazi hírnevet a West Ham United és az Aston Villa csapataiban szerzett magának.

## Pályafutása

### Válogatott
Reo-Coker először 2003 októberében szerepelt az angol U21-es labdarúgó-válogatott keretében Törökország ellen. 2007. március 24-én ő vezette ki az U21-es válogatottat az Olaszország elleni mérkőzésre, ezzel ő lett az első angol labdarúgó, aki csapatkapitányként játszott az új Wembley Stadionban. A mérkőzés 3–3-as döntetlennel zárult.
2006 májusában tartalék-középpályásnak nevezték a felnőtt válogatott 2006-os világbajnoki keretébe, azonban május 22-én az FA bejelentette, hogy Reo-Coker helyett Phil Neville került a keretbe, mivel Reo-Coker  hátproblémái miatt nem tudna részt venni a tornán.
Reo-Coker volt az angol U21-es válogatott csapatkapitánya a 2007-es U21-es Európa-bajnokságon is. Az elődöntőben a házigazda Hollandia ellen megkapta második sárga lapját, így ki kellett volna hagynia a döntőt, azonban a válogatott tizenegyesekkel 13–12-re elveszítette a mérkőzést, Reo-Coker kihagyta a saját büntetőjét. Ez volt a játékos utolsó U21-es mérkőzése az életkora miatt.

## Külső hivatkozások
- Nigel Reo-Coker pályafutásának statisztikái a Soccerbase oldalon (angolul)

- Profil  4thegame.com
- Képek és statisztika  sporting-heroes.net

| Előző Christian Dailly | a West Ham United csapatkapitánya 2004–2007 | Következő Lucas Neill |